# Damian Lewis
Damian Watcyn Lewis (St. John's Wood, London, 1971. február 11. –) Primetime Emmy- és Golden Globe-díjas brit színész és filmproducer.
Eddigi legismertebb alakítása Az elit alakulat című filmsorozat Richard D. Winters őrnagyának a megformálása volt, amelyért 2002-ben Golden Globe-díjra jelölték, s amelyért ugyanabban az évben a  biarritzi (Franciaország) nemzetközi tévéfilmfesztiválon elnyerte a fődíjat. 2007 szeptemberétől az NBC Életfogytig zsaru című, két évadot megélt sorozatában a főszereplőt Charlie Crews nyomozót alakította.
2011 októberétől a Showtime amerikai tévécsatorna Homeland – A belső ellenség című sorozatában alakította Nicholas Brody őrmestert. Alakításáért 2012-ben Primetime Emmy-díjat kapott.
2006 februárja óta a Brit Egyesült Királyság keresztény jószolgálati követe.

## Fiatalkora
1971. február 11-én látta meg a napvilágot a London északi részén fekvő St. John's Woodban. Családja a jómódú középosztályhoz tartozott. Anglia egyik elitiskolájában, a legendás Eton College-ban érettségizett. A nagynevű londoni Guildhall School of Music and Dramában szerzett diplomát (1993). (Akkoriban ott tanult a későbbi James Bond, Daniel Craig és a kétszer is Oscar-díjra jelölt Ralph Fiennes öccse, Joseph Fiennes is.) Majd a méltán híres Royal Shakespeare Company tagja lett és számos színdarabban játszott Angliában, illetve vendégszerepelt az Amerikai Egyesült Államokban is. Az angol színészt tehetsége mellett a lassan a védjegyévé váló vörös haja tette igazán népszerűvé.

## Pályafutása

### Színház
Első színházi munkái közül kiemelendő, hogy Shakespeare Sam Mendes rendezte Hamletjében, Londonban és a Broadwayn Laertes szerepét játszotta 1995-ben. A Royal Shakespeare Company-ben Adrian Noble rendezésében alakította Borgheimot Henrik Ibsen Little Eyolf című darabjában (Swan Theatre, Stratford-Upon-Avon, 1996-1997).
Fontos ifjúkori színházi szerepei közé tartozik még Brandon Patrick Hamilton Rope című darabjában (Birmingham Repertory Theatre, 1993); Rómeó William Shakespeare Rómeó és Júliájában (Birmingham Repertory Theatre, 1994), illetve Hamlet ugyanő Hamletében (Regent’s Park Open Air Theatre, 1994); Horace Molière Nők iskolája című komédiájában (Almeida Theatre, 1994); Wittipol Ben Jonson The devil is an ass című darabjában (Barbican Pit Theatre, 1996); Posthumus Shakespeare Cymbeline-jében (Royal Shakespeare Company, 1997/1998); Don Juan a Sok hűhó semmiért című Shakespeare-vígjátékban (Royal Shakespeare Company, 1996/1998); és Hamupipőke hercege, valamint Piroska farkas a Stephen Sondheim  Into the woods című mesemusicaljében (Donmar Warehouse, 1998).
Ezután 2004-ben lépett újra színpadra: Helen McCrory partnereként Danielt játszotta Joanna Lauren Five gold rings című darabjában a londoni Almeida Theatre-ben. Majd  az ugyancsak londoni Nemzeti Színházban lévő Lyttelton Theatre-ben Marianne Elliott rendezőnőtől megkapta egy Ibsen-darabban, a Samuel Adamson-féle Pillars of the Community-ban Karsten Bernick szerepét (2006).

### Film
Első jelentősebb szerepét a David Suchet-féle Agatha Christie: Poirot című filmsorozatában játszotta, amikor a Gyilkosság a diákszállón című epizódban Leonard Bateson karakterét formálta meg. 1997-ben szerepet kapott a Robinson Crusoe kalandos élete című angol filmben, ahol Pierce Brosnan mellett játszhatott. A Warriors című BBC-filmsorozatban boszniai ENSZ veteránt alakított.
Majd következett a nemzetközi áttörés: Steven Spielberg látta őt a Sam Mendes rendezte Hamlet Laerteseként a Broadwayn. Alakítását annyira meggyőzőnek találta, hogy szerepet adott neki az HBO tévécsatorna Az elit alakulat című minisorozatában. Az amerikai Richard D. Winters őrnagy szerepe pedig Golden Globe-jelölést hozott Damian Lewis számára. Új filmes távlatok nyíltak meg előtte.
Művészi szempontból tévéfilmes karrierjének eddigi legfontosabb állomásai a már említett Warriors és Az elit alakulat című sorozatokon kívül az angol kultuszfilmnek számító The Forsyte Saga, valamint Shakespeare Sok hűhó semmiért című komédiájának az újrafeldolgozása ShakespeaRe-Told címmel. Mozifilmjei közül a kritikusok körében a legnagyobb elismerést Martha Fiennes Chromophobia című sötét vígjátéka, s különösen Steven Soderbergh és Lodge Kerrigan megrázó drámai alkotása, a Keane aratta.
Ezeken kívül még  számos, nagyon különböző műfajú mozifilmben játszott főszerepet (például újabban Menekülés a Colditz-ból, A helyzet, A pék).
2009-ben fejeződött be a Életfogytig zsaru  című NBC-krimisorozat, amelynek mindkét évadában Charlie Crews nyomozót alakította.
Következő televíziós sorozatszerepét 2011-ben kapta a Showtime tévécsatorna Homeland című drámájában. Az amerikai sorozat az izraeli Hatufim című sorozaton alapul. A Homeland első évada nagy sikert aratott, mind a sorozat, mind a két főszereplő, Damian Lewis és Claire Dames Emmy-díjat kapott.

## Magánélete
Abban az évben, amikor a Sok hűhó semmiért című darabban Don Juant alakította, súlyos motorbalesetet szenvedett. Percekre elvesztette az eszméletét. Mégis három hónap múlva már újra a színpadon állt.
Rendkívül megviselte édesanyja, Charlotte elvesztése (édesanyja autóbaleset következtében hunyt el 2000-ben Indiában).
2007. július 4-én feleségül vette Helen McCrory angol színésznőt. A párnak egy leány (Manon, 2006) és egy fiú (Gulliver, 2007) gyermeke született. Londonban éltek. 2021. április 16-án jelentette be felesége rák miatt bekövetkezett halálhírét közösségi oldalán.

## Közéleti tevékenység
Támogatja a The Prince's Trust nevű brit jótékonysági szervezetet, amely főként a 14-30 év közti, veszélyeztetett fiatalokat segíti iskolába, tanfolyamra járni vagy munkába állni.
2006 februárja óta a Brit Egyesült Királyság keresztény jószolgálati követe. Küzd az országok közti igazságosabb kereskedelmi kapcsolatokért (úgynevezett "trade justice ambassador for Christian Aid, a UK Charity"). A Bolivia For Sale című brit dokumentumfilm (2006) riportereként felemelte szavát Bolívia kereskedelmi kizsákmányolása ellen az ország földgázkészleteinek a nemzetközi fosztogatása miatt. Ugyanitt a szegénysorsú bolíviaiak folyóvízhez való jogát alapvető emberi jognak nevezte.
2006 májusában Anglia képviselőjeként vett részt a Soccer Aid nevű jótékonysági labdarúgó versenyen, amelyet Robbie Williams brit énekes kezdeményezett. Augusztus végén pedig az európai golfcsapatot erősítette az All*Star Cup nevű jótékonysági versenyen. Mindkét jótékonysági sporteseményt közvetítette az ITV.
2006. november 10-én vendégként szerepelt a BBC Have I Got News For You című kritikus-szatirikus közéleti műsorában.

## Filmjei

### Filmszínész
| Készült (év) | Cím                                          | Műfaj                                      | Szerep                                      |
| ------------ | -------------------------------------------- | ------------------------------------------ | ------------------------------------------- |
| 1993         | Micky Love                                   | tévéfilm                                   | Clive                                       |
| 1995         | Agatha Christie: Poirot. Hickory Dickory Doc | a tévéfilmsorozat 5. évadjának 5. epizódja | Leonard Bateson                             |
| 1996         | A Touch of Frost                             | a tévéfilmsorozat 1. epizódja              | Adam Weston                                 |
| 1997         | Robinson Crusoe kalandos élete               | kalandfilm                                 | Patrick Connor                              |
| 1999         | Warriors                                     | akciófilm-sorozat                          | Neil Loughrey hadnagy                       |
| 2000         | Life Force                                   | tévéfilmsorozat                            | Kurt Glemser                                |
| 2000         | Hearts and Bones                             | tévéfilmsorozat                            | Mark Rose                                   |
| 2001         | Az elit alakulat                             | minisorozat                                | Richard D. Winters őrnagy                   |
| 2002         | The Forsyte Saga                             | minisorozat                                | Soames Forsyte                              |
| 2002         | Jeffrey Archer: The Truth                    | tévéfilm                                   | Jeffrey Archer                              |
| 2003         | Álomcsapda                                   | thriller                                   | Gary "Jonesy" Jones                         |
| 2003         | The Forsyte Saga: To Let                     | minisorozat                                | Soames Forsyte                              |
| 2003         | Alistair McGowan's Big Impression            | a tévéfilmsorozat 2003 karácsonyi epizódja | Simon Fuller                                |
| 2004         | Keane                                        | filmdráma                                  | William Keane                               |
| 2004         | Menyasszonyok                                | romantikus történelmi film                 | Norman Harris                               |
| 2005         | Szökés a Colditz-ból                         | romantikus háborús filmdráma               | Nicholas McGrade kapitány/hadnagy           |
| 2005         | Befejezetlen élet                            | filmdráma                                  | Gary Winston                                |
| 2005         | Chromophobia                                 | vígjáték                                   | Marcus Aylesbury                            |
| 2005         | Friends and Crocodiles                       | tévéfilm                                   | Paul                                        |
| 2005         | ShakespeaRe-Told. Much Ado About Nothing     | tévéfilm                                   | Benedick                                    |
| 2006         | A helyzet                                    | politikai filmdráma                        | Dan Murphy                                  |
| 2006         | 001 – Az első bevetés                        | akciófilm                                  | Yassen Gregorovich                          |
| 2007         | A pék                                        | vígjáték                                   | Milo                                        |
| 2007         | Életfogytig zsaru                            | tévéfilmsorozat, első évad                 | Charlie Crews nyomozó                       |
| 2007         | Confessions of a Diary Secretary             | tévéfilm                                   | Tony Blair                                  |
| 2008         | The Escapist                                 | drámai akciófilm                           | Rizza                                       |
| 2008         | Életfogytig zsaru                            | tévéfilmsorozat, második évad              | Charlie Crews nyomozó                       |
| 2009         | Love and Virtue                              | romantikus háborús filmdráma               | Orlando                                     |
| 2011-        | Homeland – A belső ellenség                  | televíziós dráma sorozat                   | Nicholas Brody őrmester                     |
| 2016-2023    | Milliárdok nyomában                          | televíziós dráma sorozat                   | Bobby Axelrod Hedge Fund Milliárdos Manager |

### Egyéb filmszerepek
Részt vett a Daisy Goodwin főszereplésével készült Essential Poems c. tévésorozatban is, amelyet 2003-ban mutatott be a BBC-2.
- 2003. február 14. Essential Poems: First Flush. Rendezte: Alannah Richardson. Damian Lewis felolvasta és eljátszotta benne Andrew Marvell To His Coy Mistress c. versét.
- 2003. február 17. Essential Poems: The Grass is Greener. Rendezte: Alannah Richardson. Damian Lewis felolvasta és eljátszotta benne Rupert Brooke Jealousy, valamint Edward Thomas Like the Touch of Rain c. versét.

### Producer
- 2006: Normal for Norfolk
- 2007: A pék